# Kanton Houeillès
Kanton Houeillès (francouzsky Canton de Houeillès) je francouzský kanton v departementu Lot-et-Garonne v regionu Akvitánie. Tvoří ho sedm obcí.

## Obce kantonu
- Allons
- Boussès
- Durance
- Houeillès
- Pindères
- Pompogne
- Sauméjan